# Test de discrimination
Le test de discrimination, test de situation ou testing, est un moyen d'investigation et une forme d’expérimentation sociale en situation réelle destiné à déceler une situation de discrimination. Dans le cas le plus simple, on compare le comportement d’un tiers envers deux personnes ayant exactement le même profil pour toutes les caractéristiques pertinentes, à l’exception de celle que l’on soupçonne de donner lieu à discrimination. C’est une méthode d’enquête destinée à établir la preuve d’un comportement discriminatoire. 

## Terminologie
Le terme « testing » est un anglicisme, les anglophones utilisant les termes « situation testing », « discrimination testing », « audit testing », « paired testing », etc. selon l’orientation juridique, sociologique, statistique ou autre de l’auteur(e), son pays et son auditoire. Le terme utilisé dans les textes de la Commission européenne et en Belgique est « test de situation ».
En France, la littérature juridique et les études sociologiques tendent à utiliser les termes « test de discrimination » (plutôt juridique) et « test de situation ». Les termes « test in situ », « étude de vérification in situ » ou « test jumelé » sont très peu employés. Plusieurs associations de lutte contre les discriminations et les médias ont popularisé le terme « testing ».

## Définition et méthode
En réponse à une offre d'emploi, on enverra par exemple deux CV équivalents (dans la mesure du possible), sauf en ce qui concerne la variable à tester (l'origine, le sexe, l'âge, etc.). Ainsi, on pourra tenter d'établir un lien entre une réponse négative et ces variables.
Le test de discrimination peut servir à déceler et à étudier les discriminations dans divers domaines :
- la recherche d’emploi et concernant le contrat de travail proposé,
- logement (accès, conditions du contrat, loyer, etc.),
- assurances (logement, automobile, etc.),
- crédits (acceptation de crédit, taux pratiqué, conditions…),
- comportement des agents de la force publique en cas d'infraction (par ex. : routière), de conduite atypique ou « suspecte », etc.
- achat ou fourniture de biens (achat de voiture, etc.) - par les commerces ou entre particuliers,
- accès aux hôtels, aux banques, aux bars et aux discothèques, aux entreprises de services, à un service de taxi, possibilité d’adhérer à un club de culture physique, et virtuellement à toute fourniture de service.

La caractéristique potentiellement discriminatoire peut être l’origine ethnique, le handicap (visible ou déclaré), le sexe, l'orientation sexuelle, l’aspect physique, l’élocution, la religion, l'adhésion syndicale ou même l'âge.
Le test de discrimination peut mettre en œuvre plusieurs duos (plus rarement trios, etc.) face à un même tiers ou les mêmes duos (trios, etc.) face à plusieurs tiers. Quand un nombre suffisant de tests sont réalisés et si les conditions techniques sont remplies, le test de discrimination peut permettre de produire des données statistiques.

## L’utilisation des tests de discrimination hors de France
Les tests de discrimination sont utilisés dans de nombreux pays, le plus souvent pour vérifier le respect des lois anti-discrimination mais aussi pour étudier toutes sortes de comportements discriminatoires (personnel hospitalier, fonctionnaires de toutes sortes, etc.). Leur utilisation dans un cadre juridique est très variable d'un pays à l'autre. En raison de leur coût élevé, ils servent plus rarement comme moyen d’évaluer l’efficacité de la législation.
L’Organisation internationale du travail (OIT) a approuvé son utilisation.
La méthode est très utilisée aux États-Unis, notamment pour déceler et évaluer toutes sortes de discriminations envers divers groupes, notamment — mais pas uniquement — les Noirs.
Dans l’Union européenne, cette méthode a été appliquée au moins au Royaume-Uni, en France, en Allemagne, en Italie, en Espagne et aux Pays-Bas.

## L’utilisation du test de discrimination en France
La première mise en pratique de cette méthode en France pourrait dater de juin 1939 quand le premier test fut pratiqué par des étudiants antillais contre Le Victoria, situé au 47 boulevard Saint-Michel à Paris. Le « Dancing » fut fermé par la Préfecture de police sur ordre d’Albert Sarraut, ministre de l'Intérieur. Cette fermeture pour discrimination avait elle-même été précédée par l'affaire du Jockey de Montparnasse et le procès du dancing El Garón de Montmartre en 1923. Raymond Poincaré, ministre des Affaires étrangères et chef du gouvernement (Président du Conseil), avait lui-même fait rédiger une note de rappel adressée en anglais aux touristes américains. D'autres tests furent réalisés dans les années 1960 et 1980 par le MRAP et la LDH avant les différentes vagues initiées par SOS Racisme à compter de la fin des années 1990. 
Le test de discrimination désigne une pratique surtout, sinon exclusivement, utilisée par les associations anti-racistes telles que SOS Racisme et avant elle la LDH ou le MRAP pour mettre en évidence une discrimination raciale. Cette méthode a également été utilisée plus récemment par l'association ATD Quart-Monde afin d'apporter des preuves qui ont permis l'inscription dans la loi d'un critère de discrimination pour précarité sociale. Elle est « reconnue » par les tribunaux français dans la mesure où considérée comme pratique déloyale, elle ne peut être écartée comme moyen de recherche de la preuve. C'est ce que montre l'arrêt de la Cour de cassation de septembre 2000 qui le valide de fait dans l'affaire du Pym's, une discothèque de Tours, après qu'un jugement de la cour d'appel d'Orléans ait lui-même validé en 2001 un test sur enregistrement téléphonique sur une affaire de discrimination à l'emploi à Grenoble. Il s'agit d'apporter la preuve de l'intention discriminatoire : il faut pour cela établir que le seul motif possible à un refus soit la discrimination.